# Bellevalia dolicophylla
Bellevalia dolicophylla là một loài thực vật có hoa trong họ Măng tây. Loài này được Brullo & Miniss. mô tả khoa học đầu tiên năm 1997.